# В Африці спекотно
«В Африці спекотно» (рос. «В Африке жарко») — радянський чорно-білий мультфільм 1936 ; перша стрічка, створена на студії " Союзмультфільм ". Фільм знаходиться в суспільному надбанні, тому що випущений понад 70 років тому. Фільм зберігся без оригінальної звукової доріжки.

## Сюжет
Звірі в Африці знемагають від спеки, їм дуже хочеться морозива . У гості до них із прохолодним подарунком вирушають із Північного полюса мавпа та морж . Дорогою вони переживають безліч пригод. Потім звірі проводять моржа назад, вручивши йому свої південні подарунки: банани, ананаси, кокоси.

## Творці
- сценарій - Сергія Михалкова
- режисер і художник - Дмитро Бабиченко
- співрежисер і художник Олександр Беляков
- композитор - Олексій Аксьонов
- мультиплікатори - Борис Дежкін, Фаїна Єпіфанова, Григорій Козлов, Борис Тітов, Ламіс Бредіс, Ст. Купер, Еге. Вальдман